# 伊-5戰鬥機
波利卡尔波夫 I-5（俄语：И-5） 是一个单座双翼飞机，為蘇聯在西元1931年－1936年的主力戰鬥機機型，退出前線後的它轉為進階訓練用機。巴巴罗萨行动後，苏联空军喪失了許多武力，倖存的I-5被配备了四挺机枪和炸弹架，並在西元1941年作為輕型地面攻击机和夜间轰炸机再次投入作戰。1942年早期，蘇聯終於有能力恢復生產和現代化地面攻擊機，如伊尔-2等新型機種，隨著新機種的推出，I-5漸漸退出戰場，共计803架I-5被製造出來（包括3个原型）。

## 发展
西元1928年的五年计划中，要求图波列夫设计局开发一个使用金属、木材和布的双翼战斗机，並使用布利斯托土星七型发动机。第一个原型在西元1929年9月1日完成。這個新的設計被軍方命名為：I-5（俄语：Истребитель，意即战斗机），图波列夫內部則是使用ANT-12為代號。同时，尼古拉·尼古拉耶维奇·波利卡尔波夫的設計團隊被指派了一個設計案：以I-6做命名，並設計與I-5相同規格的木製飛機，但是在安德烈·图波列夫的監督下，以及圖波列夫局专注于發展重型轰炸机，在帕维尔·苏霍伊領導下，I-5和I-6這兩個项目在1929年合併進行，但是進度依舊落後。
西元1929年9月，尼古拉·波利卡尔波夫因為工業破壞罪而被国家政治保卫局（OGPU）逮捕並被處以死刑，後來减刑为在勞改營中接受勞改十年。之後，国家政治保卫局在布蒂尔卡监狱聚集了一些飞机工程师，其中包括波利卡尔波夫，成立了监狱内部设计局（俄语：Конструкторское Бюро Внутренния Тюрьма，簡稱：KB VT），並由梅德·帕夫洛维奇·洛维奇領導。西元1930年早期，KB VT總部被转移到莫斯科伏龍芝機場第30號工厂。 不久之后，I-5的設計被國家政治保衛局批准，波利卡尔波夫代替洛维奇成為了首席设计师。全比例模型在西元1930年3月28日被核准，而首個原型機－VT-11(俄语：Внутренния Тюрьма，意譯為：監獄內部）則在同年4月完成。

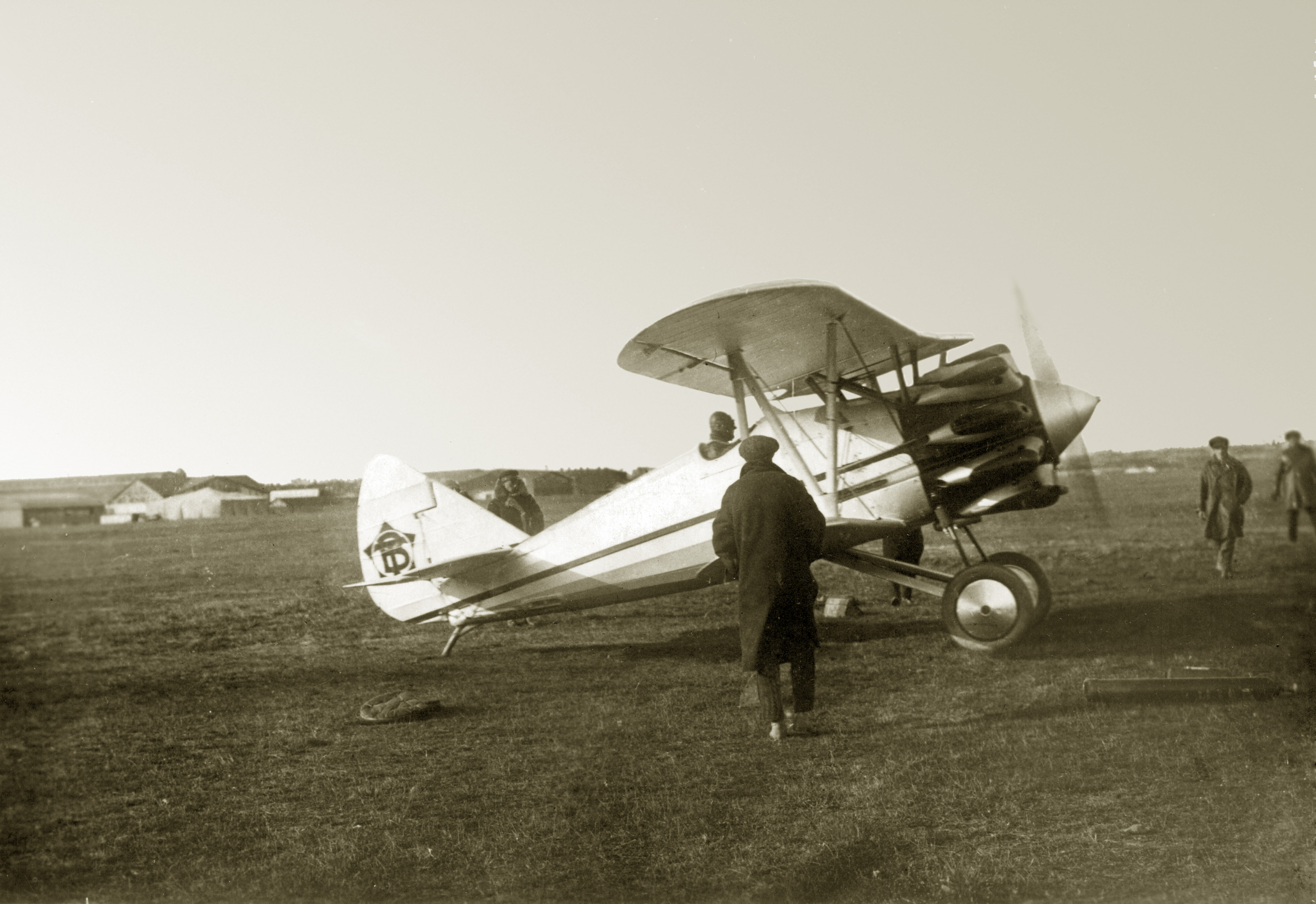
第一个原型－VT-11

I-5在西元1930年4月30日首次飛行，安裝了一个具机械增压設備的土星七型英語：进口引擎，能提供450-匹馬力（340-千瓦特）的動力。第二架原型被称为VT-12，使用土星六型英語：引擎，同年5月22日成功起飛，被改稱為克林伏罗希洛夫。VT-11和VT-12這两个原型機之間有一些小小的差別，例如飛機尾翼的形狀和起落架的構造。不過，第二個原型具有更高的實用升限和作戰範圍。第三架原型機，被命名为VT-13並刻有「給黨第十六屆代表大會的禮物」，該機使用裝有NACA整流罩的M-15發動機，該發動機能產生600匹馬力的動力，但後來被证明該機型和發動機不可靠，因此沒有投入生产。
西元1931年8月13日，VT-12通過国家檢驗，並在同年9月13日下令投入生產。在試驗的過程中，發現了飛機會在有微風的狀況下降落時，會不受控制的180°转向。一位工程師提出將起落架長度從15 cm（5.9英寸） 縮短至 12 cm（4.7英寸），這一意見也確實的改善了降落問題，該工程師因為這個改良方案，而獲得紅星勳章。先前预先生产的十架飞机已被下訂，將在八月和十月分進行組裝。這十架欲先生產的飛機都安裝了進口的發動機，可以在它們身上找到許多種小改進，例如曲軸箱的冷卻通風口、上右翼的皮托管和靜電通風口、飛行員的頭枕以及可在陸上調整節距的金屬螺旋槳。

## 設計
I-5是一款單座雙翼戰鬥機，採用交錯式機翼、固定尾輪式起落架以及尾撬（英語：Tail skid，用於防止因起降的角度太大，機尾觸及跑道引起機身磨擦而破損）。I-5為求最小的體積和重量，機身結構由鋼鐵管焊接在一起組成，機身後方使用白棉布作為蒙皮，機身前段到駕駛艙後面則是使用可卸式的杜拉鋁板。可卸式的蒙皮，允許飛機能夠輕易使用和維修尾撬和其避震器。可防火的艙壁將165公升（36英制加侖；44美制加侖）的燃料艙和引擎隔開，滅火器和燃料幫浦、燃油入口以及化油器安裝在一起。起落架由單件式輪軸組成，部分的I-5陸輪上裝有水滴型的輪罩。最初I-5的尾撬是固定式的，但後來使用較小的尾撬後，尾撬被向後移動，與方向舵安裝在一起。起落架使用橡膠環作為避震器。
機翼由兩片翼樑（英語：Spar (aeronautics)）製成。飛機上翼由三個部分組成，中間部分由杜拉鋁製成，較外面的部分則是木製結構，而飛機下翼則是全木製結構。杜拉鋁製的支柱將上下機翼分開，並將上翼與機身相連接，支柱外型是水滴型的，支柱間使用鋼纜加強。繡有花紋的布料覆蓋尾翼和機翼，除了與機身連結的下翼根部以膠合板覆蓋，以及機翼前緣150公分（59英吋）處使用杜拉鋁覆蓋。僅有上翼安裝了副翼。可移動的控制面板以及尾翼金屬結構，以上過塗料的布料覆蓋。尾翼偏置（英語：Offset）了3.5公分以抵銷引擎產生的偏轉力，但尾翼偏置並非固定的，可以在地面上做更改。
早期生產的部分機型使用的是進口土星六型引擎（英語：Jupiter VI），並使用金屬製整流罩，不過後來改用蘇聯製M-22引擎時，改用了唐納德式整流罩。
兩挺同時射擊的ПВ-1空用機槍每挺配有600發子彈，以及一具OP-1型望遠瞄具，原先希望能夠再增加一對同樣的機槍上去，但是在測試飛行時發現，增加的重量會影響到飛機的飛行表現而作罷，在下機翼上裝有一對小型Der-5炸彈架，可以攜帶一顆10公斤（22磅）的炸彈。和加裝的機槍一樣，樑式的炸彈架原先預期能夠讓I-5一對250公斤（551磅）的炸彈，但也是因為會影響飛行表現而取消。在一次對炸彈架的測試中，進行了蘇聯首次的俯衝轟炸實驗。除了這些測試外，還有使用RS-82火箭評估測試，但是這些火箭在飛機使用上並不是這麼有名。
西元1941年，I-5緊急加裝了兩挺機槍，轉換成戰鬥轟炸機，部分更加裝了原先作罷的炸彈架，而I-5的戰鬥轟炸機版本則稱為I-5LSh。
I-5試飛員－馬克·拉薩列維奇·加利這麼評論I-5：「在實際飛過I-5後，我認為I-5是一架十分任性的飛機，但是如果你不要在飛行時做出太劇烈的動作，基本上是沒有甚麼問題的。」
原文：After flying it I was convinced that the I-5 is quite a handful, a capricious aircraft. However, if you are careful with the controls and do not offend the machine with rough actions, it will not depart controlled flight.——馬克·拉薩列維奇·加利

## 營運歷史
54架I-5在西元1931年10月1日交接給蘇聯空軍，隨後還有66架在同年年底前交接。在投產的第一年中，所有的飛機都是從位於莫斯科伏龍芝的一號工廠所出產，第二年後位於下諾夫哥羅德（Нижний Новгород）的二十二號工廠也開始出貨。二十二號工廠在西元1932、1933和1934年三年中，製造了10架、321架、330架，而一號工廠則在1932年製造了76架I-5後，就改為製造I-7戰鬥機。首批交接的I-5分別配發給位於列寧格勒軍區、基輔軍區以及貝加爾軍區的，在1932年底時佔了蘇聯空軍戰鬥機隊總數的20%。1933年間，新出廠的I-5戰鬥機配發到了遠東軍區、白俄羅斯軍區和莫斯科軍區，在蘇聯空軍戰鬥機隊的總數攀升到了40%。
到了西元1934年，幾乎所有的波利卡爾波夫I-3和圖波列夫I-4都被I-5所取代，I-5也開始交接給蘇聯海軍航空兵。1936年，伊-15戰鬥機開始取代I-5，在1937年完全自前線退出，I-5不再用於戰事，退下來的I-5戰鬥機則改為高階訓練機使用。
隨著巴巴羅薩行動的開始，蘇聯空軍的前線承受著巨大的損失，但蘇聯的飛機生產線卻無法適時補充損失的飛機，因此在西元1942年早期，I-5戰鬥機又以地面攻擊機或夜間轟炸機的角色重返戰場。重返戰場的I-5，有部分被蘇聯空軍第605及606戰鬥機旅（俄语：Истребительные Авиационные Полки，羅馬化轉寫：Istrebitel'nyye Aviatsionyye Polki，簡寫為IAP或ИАП）在莫斯科戰役期間當作夜間轟炸機使用，直到1942年2月武裝重新配備為止。
1949年9月，蘇聯空軍第2地面攻擊航空旅（俄语：Штурмовой Авиационные Полки，羅馬化轉寫：Shturmovoy Aviatsionyye Polki，簡寫為ShAP或ШАП）成立，成員來自於塞瓦斯托波爾飛型學校的預備役學生。在10月10日為止，該旅名義上還擁有32架I-5戰鬥機，但實際上僅剩16架可用，到了18日，可用數量更降低到12架，這些飛機持續服役到1942年2月1日被伊爾-2攻擊機替換為止，該旅同時也改名為766地面攻擊航空旅。
1941年9月，第22地面攻擊航空旅自黑海艦隊中抽出並成立，到了10月18日，該部隊還有18架可運作和15架無法使用的I-5戰鬥機，到了11月7日，可運作的飛機數量更減少到11架，包含不可運作的飛機總數僅剩18架，這些飛機持續服役到1942年4月1日該部隊改組為止。

## 變種
I-5除了一般的作戰使用，還曾使用於Zveno計畫中圖波列夫 TB-3轟炸機的子機。而使用在Zveno計畫的I-5，使用在原型階段所使用的長起落架和較小的輪胎。I-5還有一個雙座教練機版本，編號為I-5UTI（俄语：Учебно-Тренировочной Изтребител，羅馬化轉寫：Uchebno-Trenirovochnoy Iztrebitel），它的駕駛艙被加長，第二個駕駛座被安插在原先的駕駛座前方。

## 用戶
蘇聯
- 蘇聯空軍
- 蘇聯海军航空兵

## 规格
数据来源： Gordon and Dexter, Polikarpov's Biplane Fighters, p. 22
基本诸元
- 乘员： 1名
- 长度： 6.78公尺（22英呎3英吋）
- 翼面积： 21.3平方公尺（平方英呎）
- 空重： 934公斤（2,059磅）
- 总重： 1355公斤（2,987磅）
- 发动机： 1 × 9缸單滾星型引擎，358千瓦（匹馬力） each

性能
- 最大速度： 278公里/時（英里/時）
- 航程： 660公里（英里）
- 实用升限： 7500公尺（英呎）
- 爬升率： 625公尺/秒 （英呎/分）

武器
- 2挺7.62毫米（英语：7.62 mm caliber）PV-1機槍（英语：PV-1 machine gun）
- 2顆10公斤（22磅）的炸彈

### 延伸阅读
- Abanshin, Michael E. and Gut, Nina. Fighting Polikarpov, Eagles of the East No. 2. Lynnwood, WA: Aviation International, 1994. ISBN 1-884909-01-9
- Ede, Paul and Moeng, Soph (gen. editors) The Encyclopedia of World Aircraft ISBN 1-85605-705-4
- Gordon, Yefim and Khazanov, Dmitri. Soviet Combat Aircraft of the Second World War, Volume One: Single-Engined Fighters. Earl Shilton, Leicester, UK: Midland Publishing Ltd., 1998. ISBN 1-85780-083-4
- Green, William and Swanborough, Gordon. The Complete Book of Fighters. New York: Smithmark Publishers, 1994. ISBN 0-8317-3939-8.
- Gunston, Bill. The Osprey Encyclopaedia of Russian Aircraft 1875–1995. London, Osprey, 1995 ISBN 1-85532-405-9
- Léonard, Herbert. Les avions de chasse Polikarpov. Rennes, France: Editions Ouest-France, 1981. ISBN 2-85882-322-7 (French)
- Stapfer, Hans-Heiri. Polikarpov Fighters in Action, Part 1 (Aircraft in Action number 157). Carrollton, TX: Squadron/Signal Publications, Inc., 1995. ISBN 0-89747-343-4